# ناصر آقایی
ناصر آقایی (زاده ۱۳۲۵ قم) بازیگر سینما و تلویزیون و نویسنده و مترجم اهل ایران است. وی دارای مدرک دکتری از دانشگاه واریک انگلستان، کارشناسی ارشد از دانشگاه ایالتی فلوریدا و کارشناسی هنرهای نمایشی از دانشکده هنرهای دراماتیک است. وی فعالیت سینمایی را بازی در فیلم «شهر قصه» به کارگردانی منوچهر انور آغاز کرد. از دیگر فعالیت‌های او می‌توان به تألیف و ترجمه کتب مختلف از جمله «نمایش نویسی قدم به قدم»، «مبانی حرکت و بیان» و …، تدریس در دانشگاه، نویسنده و مترجم مطبوعات، بازی در نمایشنامه‌های رادیویی و سریال‌های تلویزیونی اشاره کرد.

## گزیدهٔ آثار

### سینما
1. ۳۶۰ درجه (۱۳۹۴)
2. خرس (۱۳۹۰)
3. فرود در غربت (۱۳۸۷)
4. به من نگاه کن (۱۳۸۲)
5. هم‌نفس (۱۳۸۲)
6. نصف جهان (۱۳۷۱)
7. پرواز پنجم ژوئن (۱۳۶۸)
8. تپش (۱۳۶۷)
9. تصویر آخر (۱۳۶۵)
10. شبح کژدم (۱۳۶۵)
11. اشباح (۱۳۶۰)
12. شهر قصه (۱۳۵۲)

### تلویزیون
- هفت سر اژدها (۱۴۰۲)
- پیدا و پنهان (۱۳۹۱)
- مثل یک کابوس (۱۳۹۰)
- جستجوگران (۱۳۸۷)
- بچه های بهشت (۱۳۸۷)
- قدرت (۱۳۸۶)
- هم نفس (١٣٨٢)
- سرآغاز یک باغ (۱۳۸۱)
- قلب یخی (۱۳۷۹)
- روزی عقابی (۱۳۷۷)
- راز یک خزان (۱۳۷۷)
- شرکت[۱] (۱۳۷۶)
- فریاد بی صدا (۱۳۷۵)
- تنهاترین سردار (۱۳۷۵)
- حباب (۱۳۷۳)
- مستند داستانی «تاریخ قشم» (۱۳۶۴) در نقش «مارکو پولو»